# Marokau
Marokau è un atollo appartenente all'arcipelago delle Isole Tuamotu nella Polinesia francese. Si trova 53 km a sud-est dell'atollo di Hikueru ed è separato da uno stretto ampio 2 km da Ravahere, la terra più prossima a sud.

## Geografia
Marokau e Ravahere formano un piccolo sottogruppo delle isole Tuamotu, noto come Isole Due Gruppi.
L'atollo Marokau ha una forma grossolanamente triangolare. Le isole sulla sua barriera hanno una superficie emersa complessiva di 14,7 km2. La laguna, poco profonda, ha una superficie di 217 km2.
Marokau ha 55 abitanti. La maggior parte vivono a Vaiori, il villaggio principale, sito su un'isola alla sua estremità settentrionale. Vi è un altro piccolo villaggio chiamato Topitike nel suo angolo di sud-est.

## Storia
Il primo europeo di cui si abbia notizia ad avvistare i due vicini atolli di Marokau e Ravahere fu Louis Antoine de Bougainville nel 1768.

## Amministrazione
Marokau fa parte del comune di Hikueru, che comprende gli atolli di Hikueru, Marokau, Ravahere, Reitoru e Tekokota.